# Elezioni parlamentari in Egitto del 2020

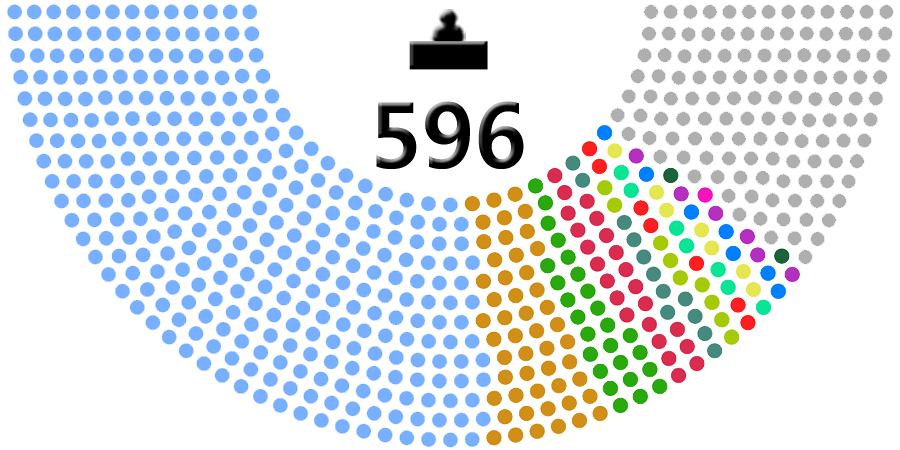
Distribuzione dei seggi in base alle elezioni del 2020 al Casa dei Rappresentanti egiziano (Prima Camera del Parlamento)
Il futuro partito della nazione: (316)
festa Popolo repubblicano: (50)
Il partito la nuova Wafd: (26)
Il partito protettori della patria: (23)
Il partito dell'Egitto moderno: (11)
Il partito Riforma e sviluppo: (9)
Partito social democratico egiziano: (7)
Il partito egiziano Libertà: (7)
Il partito Congresso: (7)
Il partito Nour: (7)
Il partito Tagammu: (6)
Partito della giustizia: (2)
Il partito sarà una generazione: (1)
Sono indipendenti: (124)

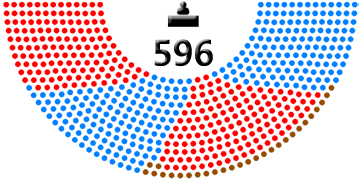
Un'illustrazione che mostra il numero di seggi di parlamentari eletti e nominati nel Casa dei Rappresentanti egiziano (Prima Camera del Parlamento) 2020
Membri del Parlamento eletti dal sistema individuale nella prima fase: 142 seggi
Membri del Parlamento eletti dal sistema delle liste nella prima fase: 142 seggi
Membri del Parlamento eletti dal sistema individuale della seconda fase: 142 seggi
Membri del Parlamento eletti dal sistema delle liste nella seconda fase: 142 seggi
Membri del Parlamento nominati dal Presidente della Repubblica araba d'Egitto: 28 seggi

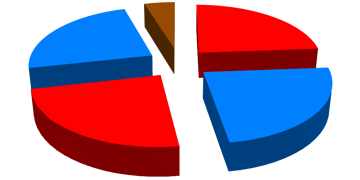
Un'illustrazione che mostra la percentuale (%) dei membri del Parlamento eletti e nominati nel Casa dei Rappresentanti egiziano (Prima Camera del Parlamento), 2020
La percentuale di membri del Parlamento eletti dal sistema individuale nella prima fase: 23.8%
La percentuale di membri del Parlamento eletti dal sistema delle liste nella prima fase: 23.8%
La percentuale di membri del Parlamento eletti dal sistema individuale della seconda fase: 23.8%
La percentuale di membri del Parlamento eletti dal sistema delle liste nella seconda fase: 23.8%
La percentuale di membri del Parlamento nominati dal Presidente della Repubblica araba d'Egitto: 4.8%

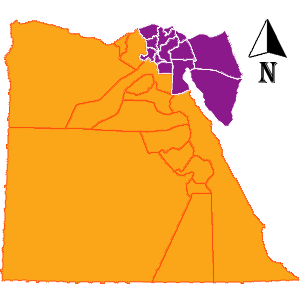
Una mappa dell'Egitto che mostra i governatorati della prima e della seconda fase durante le elezioni per la Camera dei rappresentanti egiziana (Prima Camera del Parlamento) 2020
Governatorati della prima fase: 14 Governatoratoscome successivo: Giza, Fayoum, Beni Suef, Minya, Assiut, New Valley, Sohag, Qena, Luxor, Aswan, Mar Rosso, Alessandria, Beheira, Matrouh
Governatorati della seconda fase: 13 Governatoratos
come successivo:
Il Cairo, Qalyubia, Dakahlia, Menoufia, Gharbia, Kafr El Sheikh, Sharqia, Damietta, Port Said, Ismailia, Suez, Sinai settentrionale, Sinai meridionale
- Il numero totale di governatorati in Egitto = 27 Governatoratos

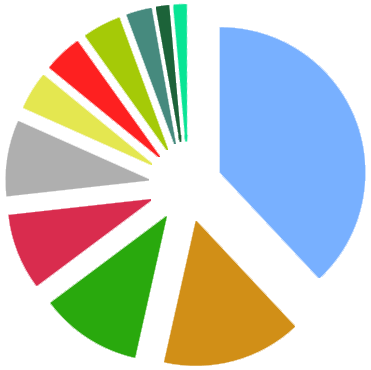
Numero di seggi per donne e partiti politici a cui appartengono nella prima fase delle elezioni della Camera dei rappresentanti (la prima camera del parlamento) in Egitto 2020
Partito politico futuro della nazione: 27 seggi
Partito politico popolare repubblicano: 11 seggi
Nuovo partito politico Wafd: 8 seggi
Partito politico dei difensori della patria: 6 seggi
Indipendenti: 6 seggi
Partito politico della Conferenza: 3 seggi
Partito politico socialdemocratico egiziano: 3 seggi
Partito politico per la riforma e lo sviluppo: 3 seggi
Partito politico dell'Egitto moderno: 2 seggi
Partito politico della giustizia: 1 seggi
Partito politico della libertà egiziana: 1 seggi

     Il futuro partito della nazione: (316)
     festa Popolo repubblicano: (50)
     Il partito la nuova Wafd: (26)
     Il partito protettori della patria: (23)
     Il partito dell'Egitto moderno: (11)
     Il partito Riforma e sviluppo: (9)
     Partito social democratico egiziano: (7)
     Il partito egiziano Libertà: (7)
     Il partito Congresso: (7)
     Il partito Nour: (7)
     Il partito Tagammu: (6)
     Partito della giustizia: (2)
     Il partito sarà una generazione: (1)
     Sono indipendenti: (124)
     Membri del Parlamento eletti dal sistema individuale nella prima fase: 142 seggi
     Membri del Parlamento eletti dal sistema delle liste nella prima fase: 142 seggi
     Membri del Parlamento eletti dal sistema individuale della seconda fase: 142 seggi
     Membri del Parlamento eletti dal sistema delle liste nella seconda fase: 142 seggi
     Membri del Parlamento nominati dal Presidente della Repubblica araba d'Egitto: 28 seggi
     La percentuale di membri del Parlamento eletti dal sistema individuale nella prima fase: 23.8%
     La percentuale di membri del Parlamento eletti dal sistema delle liste nella prima fase: 23.8%
     La percentuale di membri del Parlamento eletti dal sistema individuale della seconda fase: 23.8%
     La percentuale di membri del Parlamento eletti dal sistema delle liste nella seconda fase: 23.8%
     La percentuale di membri del Parlamento nominati dal Presidente della Repubblica araba d'Egitto: 4.8%
     Governatorati della prima fase: 14 Governatoratos
     Governatorati della seconda fase: 13 Governatoratos
     La percentuale di coloro che hanno partecipato al voto: 28.06%
     La percentuale di coloro che non hanno votato: 71.94%
     Il numero di seggi vinti nel sistema delle liste nella prima fase: 142 seggi
     Il numero di seggi che verranno nuovamente contestati nel sistema delle liste nella prima fase: zero
     Il numero di seggi vinti nel sistema dei singoli nella prima fase: 32 seggi
     Il numero di posti che verranno nuovamente contestati nel sistema dei singoli nella prima fase: 110 seggi
     Partito politico futuro della nazione: 27 seggi

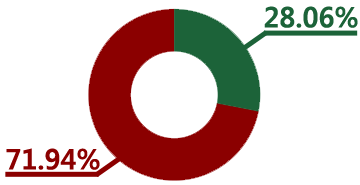
La percentuale di voti nella prima fase delle elezioni del Parlamento egiziano (Prima Camera del Parlamento) 2020
La percentuale di coloro che hanno partecipato al voto: 28.06% = 9,069,729 elettore
La percentuale di coloro che non hanno votato: 71.94% = 22,649,495 elettore
- Il numero totale di elettori registrati nei governatorati della prima fase = 31,719,224 elettore

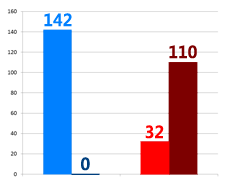
Diagramma che mostra il risultato della prima fase delle elezioni del Casa dei Rappresentanti egiziano del 2020 (Prima Camera del Parlamento)
Il numero di seggi vinti nel sistema delle liste nella prima fase: 142 seggi
Il numero di seggi che verranno nuovamente contestati nel sistema delle liste nella prima fase: zero
Il numero di seggi vinti nel sistema dei singoli nella prima fase: 32 seggi
Il numero di posti che verranno nuovamente contestati nel sistema dei singoli nella prima fase: 110 seggi

     Partito politico popolare repubblicano: 11 seggi
     Nuovo partito politico Wafd: 8 seggi
     Partito politico dei difensori della patria: 6 seggi
     Indipendenti: 6 seggi
     Partito politico della Conferenza: 3 seggi
     Partito politico socialdemocratico egiziano: 3 seggi
     Partito politico per la riforma e lo sviluppo: 3 seggi
     Partito politico dell'Egitto moderno: 2 seggi
     Partito politico della giustizia: 1 seggi
     Partito politico della libertà egiziana: 1 seggi
     La percentuale di coloro che hanno partecipato al voto: 29.50%
     La percentuale di coloro che non hanno votato: 70.50%
     Il numero di seggi vinti nel sistema delle liste nella seconda fase: 142 seggi
     Il numero di seggi che verranno nuovamente contestati nel sistema delle liste nella seconda fase: zero
     Il numero di seggi vinti nel sistema dei singoli nella seconda fase: 41 seggi
     Il numero di posti che verranno nuovamente contestati nel sistema dei singoli nella seconda fase: 101 seggi

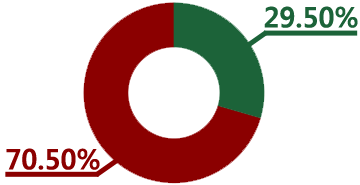
La percentuale di voti nella seconda fase delle elezioni del Parlamento egiziano (Prima Camera del Parlamento) 2020
La percentuale di coloro che hanno partecipato al voto: 29.50% = 9,289,166 elettore
La percentuale di coloro che non hanno votato: 70.50% = 22,148,961 elettore
- Il numero totale di elettori registrati nei governatorati della seconda fase = 31,438,127 elettore

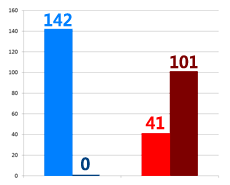
Diagramma che mostra il risultato della seconda fase delle elezioni del Casa dei Rappresentanti egiziano del 2020 (Prima Camera del Parlamento)
Il numero di seggi vinti nel sistema delle liste nella seconda fase: 142 seggi
Il numero di seggi che verranno nuovamente contestati nel sistema delle liste nella seconda fase: zero
Il numero di seggi vinti nel sistema dei singoli nella seconda fase: 41 seggi
Il numero di posti che verranno nuovamente contestati nel sistema dei singoli nella seconda fase: 101 seggi

Le elezioni parlamentari in Egitto del 2020 si sono tenute il 24-25 ottobre (primo turno) e il 7-8 novembre (secondo turno) per l'elezione della Camera dei rappresentanti e per il Senato. Sono le prime a tenersi dopo l'approvazione di una serie di riforme costituzionali nel 2019 le quali, oltre a allungare il mandato presidenziale, hanno di nuovo istituito la camera alta del parlamento egiziano.

## Sistema elettorale
Per quanto concerne la Camera dei rappresentanti (in arabo Magles en-Nowwab) questa è composta da 28 membri nominati dalla Presidenza dell'Egitto e 568 direttamente eletti. I direttamente eletti sono eletti tramite questa metodo:
- 120 membri eletti in due circoscrizioni da 15 membri e due da 45. Il partito che ottiene la maggioranza assoluta in una di queste circoscrizioni ottiene tutti i seggi disponibili. Se nessun partito ottiene tale maggioranza si procede a un ballottaggio.
- 448 membri eletti a maggioranza assoluta in 205 circoscrizioni.

Per quanto riguarda il Senato, questo è composto da 120 (2/3) membri direttamente eletti e 60 nominati dalla Presidenza dell'Egitto.